# 6インチまいだーりん
『6インチまいだーりん』は、1998年12月23日にKIDより発売されたセガサターン用恋愛アドベンチャーゲーム。

## 概要
身長6インチ（約15センチメートル）の命ある人形の少女たちとの交流を通じて、彼女たちが人間へと生まれ変わる手助けをする作品。オリジナルのギャルゲーを多数製作したことで知られるKIDであるが、セガサターン (SS) を主要プラットフォームとしていた当時はPCからの移植作品が中心であり、本作のようなオリジナル作品はむしろ少数派であった。
1999年5月20日には、あいりゅからPC用アダルトゲーム版が発売されている。高校生として設定されていた登場人物の年齢がぼかされており、通学先の名称も「倉島町立高校」から「私立倉島学園」に変更されている。PC作品が家庭用ゲーム機へ移植される例は（全年齢化・一部規制版問わず）多々あったが、家庭用ゲーム作品がPCへ移植されるのは極めて珍しい。

## ストーリー
1学期の終業式の帰り道、主人公は不思議な箱を拾う。中から出てきたのは、人間の想像が生み出した国からやってきた、3人の生きた人形の女の子「ピグマリオン」だった。彼女たちがこの世界を訪れたのは人間に転生する卒業試験のためであり、その内容は15日間で決められた人間と信頼関係を築くことだった。このまま試験に受からなければ、彼女たちはやがて新たな想像の中に溶けて、現在の人格は消滅してしまうという。
ピグマリオンの試験のパートナーを引き受けた主人公だが、ほかの誰かに彼女たちの存在を知られたらその時点で失格という条件が、何かと騒動を呼ぶ。はたして彼は、少女たちを人間の世界へと導くことができるのか。

## ゲームの流れ
ヒロインは全3名だが、交流の対象となるメインキャラクターは冒頭の選択で決定する。選ばれなかった2人はサブキャラクターとして登場する。会話の受け答えや行動を選択肢で決めていき、それに応じてヒロインとの関係が変化する。1日の終了時に交流の成果が5段階評価で公表され、セーブやロードもこのときに行う。この手順を15日間繰り返すことでエンディングの内容が分岐する。
PC版では、ヒロインとの関係性を表す数値がマスクデータではなく公開されており、セーブとロードはいつでも可能になっている。

## 登場人物
声の担当はSS版のもの。PC版は非公開である。また、名前の読みがなは確認できるもののみ表記した。

### ピグマリオン
エトセラ
声 : 南央美
おしとやかで真面目そうな子。しかし気難しい一面もあり、怒らせると厄介である。
ピム
声 : 平松晶子
元気で活発な子。物事に全力で打ち込む性格で、何かと勝負に持ち込もうとする。しかし陰では落ち込みやすいところもある。
ミンティー
声 : 今井由香
マイペースな子。なぜか猫の着ぐるみを着ており、これまたなぜか変な関西弁でしゃべる。

### 人間および動物
椎名 知也 (SS) / 智也 (PC) ※名前は変更可能
主人公の少年。実家は酒屋であり、夏休み中は店の手伝いに駆りだされる。
藤枝 加奈子（かなこ）
声 : 菊地晶子
主人公の幼馴染。おせっかいな性格で、何かと主人公の世話を焼きたがる。
PC版では、彼女とのエンディングも存在する。
美知（みち）
声 : 竹内順子
主人公の妹。好奇心旺盛で、兄の言動にいろいろと突っ込んでくる。
武藤 公一（こういち）
主人公の悪友。美少女に目がなく、加奈子のことも口説こうとしている。
松下 幸吉
体育教師。通称「鬼松」。主人公と公一に目をつけており、顔を合わせるたびに説教する。
両親
主人公と美知の父と母。主導権は母のほうが握っている模様。
モモ
主人公一家の飼い猫。ごく普通の猫だが、ピグマリオンたちにとっては脅威となる大きさである。

## スタッフ

### SS版スタッフ
- プロデューサー : 井上智元、山田文宗
- ディレクター : 須藤英男、及川太
- 原案 : ぬかりや
- キャラクターデザイン : 川崎由美子
- シナリオ : 薮田信吾、城近尚登
- サウンド・プロデューサー : 高井昭次

### PC版スタッフ
- プロデューサー : 井上智元
- ディレクター : カワタ、藤川英太
- イラストレーター : 輿水隆之、高井宏暢、松尾ゆきひろ、山本淳也、末松利勝
- シナリオ : 野村茉里香
- ミュージックコンポーザー : VALENCIA

## 関連書籍
- 小説『6インチまいだーりん』（著 : 沙濤渉 / KKベストセラーズ〈プレリュード文庫〉）ISBN 4584381232